# PV-7
PV-7は、カシオ計算機から1984年10月15日 に発売されたMSX規格のホームコンピュータ。

## 概要
標準的なMSXの価格帯が5万円以上だった1984年当時、29,800円という低価格で発売された。
カシオが当時得意とした電卓の技術を駆使し、片面基板にすることで製造コストを抑え、ファミコンに対抗できる価格の19,800円で発売することを目指して開発された。価格は当初の目標を越えてしまったものの、3万円を切ることに成功した。一方、価格を重視したためにスペックが犠牲となり、メインRAMは規格で認められている最低容量の8KBに抑えられ、カートリッジスロットも1つのみの実装となった。
搭載されているRAM容量が少ないことから、本体だけではBASICで提供されるソフトウェアの多くが使用できず、キーボードもかろうじて文字が入力できる大きさであることから、用途は必然的にROMカートリッジで提供されるゲームが主となる。位置付け的にはカシオが前年に発売した独自仕様のパソコン「PV-2000」の後継機で、キーボード部分に独立したトリガーキーがあるのもPV-2000を踏襲している。PV-2000用のゲームの一部がMSX用に移植された。
低スペックながらも売れ行きは好調だった。クリスマス商戦では電器店に山積みされ、営業から喜びの声が上がったと開発担当者は回想している。しかし後述の後続機も含めて、カシオ製MSXによる価格破壊でMSXは値崩れし、採算が取れなくなった多くの家電メーカーがMSXから撤退する事態も引き起こした。。MSX規格の提唱者である西和彦は自著の本で「カシオの値下げで各社のMSXはほとんど死んだ。あ～あ、と思った」と語っている。

## 特徴
外観
平たい長方形の本体に、間隔の空いたキーが配置されている。このようなキーボードになったのはコストとの兼ね合いからタッチタイプを諦めて電卓のノウハウを投入したためとされ、大きさ的にもポケコンのキーボードを一回り大きくした程度である。カラーバリエーションは本体が黒でキーが灰色基調のものと、本体が赤くてキーが黒を基調としたものの2種類がある。キーは役割によってさらに細かく色分けされている。ソフトウェアによって、キーボードにオーバレイシートを取り付ける使い方もできた。
上部左奥にはROMカートリッジのスロットがあり、そのそばにPV-7のロゴが大きく記されている。スロットとロゴの右手には排熱のために溝が複数本刻まれている。
他の多くのMSXマシンでカーソルキーがある箇所には八角形の「ジョイパッド」が配置され、左下隅には2個のトリガーキーがある。当時の開発者はファミリーコンピュータをライバルとして強く意識しており、ゲーム機としてのMSXという考え方からジョイパッドを設置した。これらの入力機器はゲームでの使用を前提としているため、他のキーに比べて耐久力が上げられている。
ジョイパッドの入力情報はジョイスティックのものとして処理されるため、BASIC画面でカーソルキーを動かすことはできない。本来のカーソルキーは十字型ではなく、4つのキーが横一直線に並ぶ配置で、カーソルキー入力のみ対応のソフトでは操作しづらい場合がある。
スペック
メインRAMがMSX1規格最小の8KBのMSX1。RAMについては別売の専用拡張ボックスやRAM増設カートリッジにより、最大64KBまで増設できる。メモリマッパーRAMにより64KBを超える容量への拡張もできる。また、他のMSX1と同様に、拡張ボックスにさらに拡張スロットを接続してバージョンアップアダプタと64KB以上の増設メモリを接続してMSX2にすることもできる。なお、本体側のROMカートリッジスロット端子は音声入力がオミットされているため、コナミのソフトのSCCやFM-PACは鳴らない。データレコーダを使用する場合は、別売のCMTインターフェースユニットが必要。
キーボードのかなは50音順配列、寸法は307mm×210mm×49mm、重量1.56kg。

## オプション製品
KB-7
PV-7, PV-16用の拡張ボックス。RAM容量が16KBに拡張され、スロット数も2スロット追加されて3スロットになる。プリンタ I/Fも追加される。電源が内蔵されているためACアダプタが不要になる。PV-16でも使用できるがRAM容量は増設されない。
FA-32
カセットインターフェース。PV-16は標準で内蔵されているため使用不可。
OR-208, OR-216, OR-264
増設RAMカートリッジ。本体のRAMが16KB, 32KB, 64KBに増設される。OR-208は拡張ボックス未接続のPV-7専用、それ以外は拡張ボックス接続後に使用可能。
OR-208とOR-216は、どちらも同じ16KBのRAMが内蔵されていてジャンパー線でアサインするページ位置を変えているだけである。OR-208はPV-7内蔵の8KB RAMと同じページ位置にアサインして内蔵の8KB RAMをカセット側の16KB RAMに置き換えるよう動作する。PV-16では内蔵の16KB RAMがカセット側の16KB RAMに置き換わるだけなので意味の無い結果となる。
以下はカシオ以外のMSXでも使用可能。
TJ-7
操縦桿型のジョイスティック。カシオによると「本体よりも売れた」とのこと。
TP-7
タッチパネル。ジョイスティック端子に接続して使用する。専用ソフト「描きくけコン」を使用してテレビ画面でお絵かきができる。
KR-7
データレコーダー。三菱、東芝からも本体色とシルク印刷の異なる同型モデルが発売されていた。
CP-7
カラーグラフィックプリンタ。画面のハードコピーも可能。中身はエプソン製。
QD-7
クイックディスクドライブ。カートリッジスロット経由で接続し、ロード・セーブ用のコマンドが追加される。中身はロジテック製。
MW-24
ワープロユニット。第一水準の漢字ROM・ワープロソフト・文書記憶用RAM・プリンタI/Fを搭載したカートリッジと、カートリッジ経由で接続する熱転写プリンタのセット。プリンタはワープロ専用でBASICからは使用不可。漢字ROMもワープロソフト専用となる。ワープロの機能は同社が販売していたワープロ専用機「HW-800」と同等とされる。

## ソフトウェア
メディアは全てロムカセット。●はPV-2000で同名タイトルがリリースされていたソフトウェア。
カシオ以外が開発したソフトウェアは、開発元が製造したロムカセットをカシオ仕様のパッケージに入れて発売していた。
| 型番     |   | 開発元   | タイトル                 | 備考                                                                                |
| -------- | - | -------- | ------------------------ | ----------------------------------------------------------------------------------- |
| GPM-101  | ● | カシオ   | 大障害競馬               |                                                                                     |
| GPM-102  |   | カシオ   | 熱戦甲子園               |                                                                                     |
| GPM-103  | ● | カシオ   | スキーコマンド           | PV-2000版は縦スクロールシューティングだったが、本作では3Dシューティングになっている |
| GPM-104  | ● | カシオ   | パチンコUFO              |                                                                                     |
| GPM-105  |   | コナミ   | サーカスチャーリー       |                                                                                     |
| GPM-106  |   | コナミ   | コナミのテニス           |                                                                                     |
| GPM-107  |   | dB-SOFT  | フラッピーリミテッド     |                                                                                     |
| GPM-108  |   | コナミ   | イーアルカンフー         |                                                                                     |
| GPM-109  |   | dB-SOFT  | ヴォルガード             |                                                                                     |
| GPM-110  |   | コナミ   | 王家の谷                 |                                                                                     |
| GPM-111  |   | コナミ   | モピレンジャー           |                                                                                     |
| GPM-112  |   | カシオ   | アイスワールド           |                                                                                     |
| GPM-113  |   | カシオ   | イーグルファイター       |                                                                                     |
| GPM-114  |   | カシオ   | カシオワールドオープン   |                                                                                     |
| GPM-115  |   | dB-SOFT  | ゼクサスリミテッド       |                                                                                     |
| GPM-116  |   | コナミ   | ロードファイター         |                                                                                     |
| GPM-117  |   | カシオ   | 伊賀忍法帖               |                                                                                     |
| GPM-118  |   | カシオ   | カーファイター           |                                                                                     |
| GPM-119  |   | カシオ   | シンドバッド7つの冒険    |                                                                                     |
| GPM-120  |   | カシオ   | エクゾイドZ              |                                                                                     |
| GPM-121  |   | コナミ   | イーガー皇帝の逆襲       |                                                                                     |
| GPM-122  |   | コナミ   | 魔城伝説                 |                                                                                     |
| GPM-123  |   | カシオ   | 妖怪屋敷                 |                                                                                     |
| GPM-124  |   | カシオ   | 仔猫の大冒険             |                                                                                     |
| GPM-125  |   | カシオ   | 賢者の石                 |                                                                                     |
| GPM-126  |   | アイレム | スペランカー             |                                                                                     |
| GPM-127  |   | コナミ   | ツインビー               |                                                                                     |
| GPM-128  |   | カシオ   | 伊賀忍法帖 満月城の戦い  |                                                                                     |
| GPM-129  |   | カシオ   | エクゾイドZ エリア5      |                                                                                     |
| GPM-130  |   | カシオ   | モアイの秘宝             |                                                                                     |
| GPM-131  |   | カシオ   | 闇の竜王 ハデスの紋章    |                                                                                     |
| GPM-132  |   | カシオ   | 一寸法師のどんなもんだい |                                                                                     |
| GPM-501  | ● | カシオ   | ゲームランド             | PV-2000版は「楽ガキスペシャル」。カスタマイズできるゲームの内容は異なる             |
| GPM-501S |   | カシオ   | ゲームランドスペシャル   | ゲームランドにサンプルゲームカセットテープとテクニックブックを添付                  |
| GPM-502  |   | カシオ   | BASIC入門                |                                                                                     |
| GPM-503  |   | カシオ   | 描きくけコン             | グラフィックソフト                                                                  |
| GPM-505  |   | カシオ   | BASIC入門II              | プログラミング編                                                                    |
| GPM-506  |   | カシオ   | コンピュータ入門         | CAP-X学習ソフト                                                                     |

## キャラクター
佐倉しおり
PV-16までの広告およびCMでイメージキャラクターとして起用された。
バーネットおばさん
ピアノ教師。PV-7付属のマニュアルは、彼女によるガイドというスタイルで書かれていた。長髪で眼鏡をかけた、面長の中年女性。
山田邦子
MX-10以降の広告およびCMで起用された。

## 後続機
PV-16
1985年発売。PV-7と同じ価格でRAM容量を16KBにしたモデル。カセットインターフェースも内蔵された。外観はPV-7と同一であるが、中の基板は両面基板になっている。
MX-10
1986年発売。PV-16を更に小型化させ、価格を19,800円に抑えたモデル。キーボードがプラスチックから軟質ゴム（チクレットキーボード）に変更され、カセットインターフェースも再びオプションとなった。
MX-101
1986年11月発売。松下とソニーの3万円MSX2とほぼ同時期の発売となった。MX-10のRF出力を、テレビのUHFチャンネルにワイヤレスで送信できるようにしたモデル。送受信用アンテナ付属。
本機のみカスタムLSIが使用されており、D/Aコンバータの精度が1ビット上がっているなどの違いがある。
これらの機種は、安価なゲーム機としてのMSXというPV-7の基本コンセプトを継承しており、すべてジョイパッドとトリガーキーがついている。

## その他
- 旧「2ちゃんねる」開設者の西村博之は、小学生の時に初めて買ってもらったパソコンがPV-7であることを公言している。